# CREATURES
『CREATURES』（クリーチャーズ）は、日本のバンド、ストレイテナーのメジャー6thオリジナルアルバム。2010年3月3日発売。発売元はEMIミュージック・ジャパン。

## 概要
- 前作『Nexus』から約1年振りとなるアルバム。
- CD-EXTRAにて、2曲のRECORDING CLIPも収録されている。
- 初回版にはプレミアム・プレゼント応募ハガキが封入されている。
  - A賞…CREATURES PARADE TOUR フリーパス。
  - B賞…STRAIGHTENER x mi Originals (各メンバーがデザインした、adidas のオリジナルモデル・スニーカー) 。
  - ダブルチャンス賞…STRAIGHTENER × nano・universe GROUND FLOOR オリジナル・コラボ・バッジ 。

## 収録曲
| 全作詞・作曲: ホリエアツシ（特記以外）。 |                                                                         |                           |                           |      |
| #                                        | タイトル                                                                | 作詞                      | 作曲・編曲                | 時間 |
| 1.                                       | 「OWL」                                                                 | ホリエアツシ （特記以外） | ホリエアツシ （特記以外） | 3:55 |
| 2.                                       | 「MEMORIES」                                                            | ホリエアツシ （特記以外） | ホリエアツシ （特記以外） | 4:14 |
| 3.                                       | 「CLONE」                                                               | ホリエアツシ （特記以外） | ホリエアツシ （特記以外） | 5:38 |
| 4.                                       | 「Toneless Twilight」                                                   | ホリエアツシ （特記以外） | ホリエアツシ （特記以外） | 4:33 |
| 5.                                       | 「Sunny Suicide」(作詞: ホリエアツシ / 作曲: 大山純・ホリエアツシ)      | ホリエアツシ （特記以外） | ホリエアツシ （特記以外） | 4:47 |
| 6.                                       | 「Man-like Creatures」                                                  | ホリエアツシ （特記以外） | ホリエアツシ （特記以外） | 4:10 |
| 7.                                       | 「Dark Blue Day」                                                       | ホリエアツシ （特記以外） | ホリエアツシ （特記以外） | 5:30 |
| 8.                                       | 「DONKEY BOOGIE DODO」(作詞: ホリエアツシ / 作曲: 大山純・ホリエアツシ) | ホリエアツシ （特記以外） | ホリエアツシ （特記以外） | 4:16 |
| 9.                                       | 「クラムボン・インザエアー」                                            | ホリエアツシ （特記以外） | ホリエアツシ （特記以外） | 4:11 |
| 10.                                      | 「Starless Coaster」(作詞: ホリエアツシ / 作曲: 大山純・ホリエアツシ)   | ホリエアツシ （特記以外） | ホリエアツシ （特記以外） | 4:08 |
| 11.                                      | 「Diamond Phillips」                                                    | ホリエアツシ （特記以外） | ホリエアツシ （特記以外） | 3:11 |
| 12.                                      | 「瞬きをしない猫」                                                      | ホリエアツシ （特記以外） | ホリエアツシ （特記以外） | 2:10 |
| 合計時間:                                | 合計時間:                                                               | 50:43                     |                           |      |

| 全作詞・作曲: ホリエアツシ。 |                                      |              |              |
| #                            | タイトル                             | 作詞         | 作曲・編曲   |
| 1.                           | 「OWL」(RECORDING CLIP)              | ホリエアツシ | ホリエアツシ |
| 2.                           | 「Diamond Phillips」(RECORDING CLIP) | ホリエアツシ | ホリエアツシ |

### 曲解説
1. OWL
2. MEMORIES
3. CLONE
メジャー11thシングル「CLONE/DONKEY BOOGIE DODO」1曲目。映画『戦慄迷宮3D THE SHOCK LABYRINTH』主題歌。最後が次曲にそのままつながっている。
4. Toneless Twilight
メジャー12thシングルc/w。
5. Sunny Suicide
6. Man-like Creatures
メジャー12thシングル。ちなみにこの曲のタイトルは、アルバム1曲目「OWL」のサビの部分の歌詞をもじって名付けられた。
7. Dark Blue Day
8. DONKEY BOOGIE DODO
メジャー11thシングル「CLONE/DONKEY BOOGIE DODO」2曲目。
9. クラムボン・インザエアー
10. Starless Coaster
11. Diamond Phillips
この曲の制作の際、デモ音源などは存在せずメンバー同士のセッションによって生まれた。
12. 瞬きをしない猫

## 演奏
- ホリエアツシ：Vocal, Guitar, Synthesizer
- 大山純：Guitar
- 日向秀和：Bass
- ナカヤマシンペイ：Drums